# Небольсин, Григорий Павлович
Григо́рий Па́влович Небольси́н (1811—1896) — русский экономист, член Государственного совета, сенатор, действительный тайный советник.

## Биография
Родился 25 октября (6 ноября) 1811 года; сын действительного статского советника Павла Александровича Небольсина (1762—1829) от второго брака с Надеждой Григорьевной Яковлевой (?—1865).
После окончания в 1827 году Благородного пансиона при Санкт-Петербургском университете, он начал в 1828 году службу в департаменте внешней торговли и с 1829 года редактировал в продолжение 30 лет «Коммерческую газету», издававшуюся при департаменте (в «Альманахе современных русских государственных деятелей» приведены другие данные: службу он начал 9 апреля 1829 года, а редактором газеты назначен в 1830 году). В качестве редактора специального издания, Небольсин имел возможность хорошо изучить разнообразные вопросы, касавшиеся нашей торговли и промышленности. Он был приглашаем к участию во многих комиссиях, рассматривавших различные вопросы по финансовой и торговой части в России; основным направлением деятельности Небольсина являлась внешняя торговля, в частности торговля с Китаем и другими восточным странами. За время службы был последовательно произведён в следующие чины: титулярный советник (9 апреля 1831 г.), коллежский асессор (23 марта 1834 г.), надворный советник (31 августа 1836 г.), коллежский советник (21 августа 1839 г.), статский советник (20 ноября 1842 г.), действительный статский советник (23 марта 1851 г.).
С 1858 года — член совета министра финансов. В 1861 году Небольсин составил проект нового устава комиссии погашения долгов, затем проект особых правил об акционерных компаниях, новый устав Государственного банка. В конце 1861 года он был назначен членом учёного комитета министерства финансов, 12 января 1862 года произведён в тайные советники и назначен директором канцелярии по кредитной части и заведующим делами комитета финансов, с 1863 г. по 1866 г. — товарищем министра финансов и председательствовал в комиссии по торговле со Средней Азией.
Будучи с 21 июня 1863 года сенатором, Небольсин председательствовал в особой комиссии 1867 года по пересмотру таможенного тарифа по европейской границе; с 1 января 1868 г. назначен членом Государственного Совета и присутствующим в департаменте государственной экономии. В 1872 году назначен почётным членом совета торговли и мануфактур.
9 апреля 1878 г. по случаю пятидесятилетия службы произведён в действительные тайные советники.
Действительный член Русского географического общества с 19 сентября (1 октября) 1845 года.
За усердную и ревностную службу Небольсин имел среди прочих наград: ордена Св. Анны 2-й степени с императорской короной (16 сентября 1849), Св. Владимира 3-й степени (9 октября 1853 г.), Св. Станислава 1-й степени (1 января 1858), Св. Анны 1-й степени (1 января 1858), Белого Орла (1 января 1870), Св. Александра Невского (1 января 1875, алмазные знаки к этому ордену пожалованы 15 мая 1883), Св. Владимира 1-й степени (1 января 1891).
Григорий Павлович Небольсин был женат на Любови Степановне (1820—1901), дочери Севастопольского коменданта генерал-майора С. С. Фёдорова (1763—1837). Их дети: Надежда (1838—1869), Александра (1839—1901), Елизавета (1840—1868), Павел, Андрей (1846—1904).
Скончался 16 (28) июня 1896 года в Санкт-Петербурге, похоронен на Смоленском православном кладбище.

## Избранные сочинения
Г. П. Небольсину принадлежат многочисленные литературные работы, преимущественно по торговле и статистике в России. Его «Статистический обзор внешней торговли России» (две части, 1847 г.) был награждён Географическим обществом полной Жу́ковской премией. В «Библиотеке для чтения» и в «Трудах вольно-экономического общества» Небольсин был постоянным сотрудником, составлявшим торговое и промышленное обозрение. В 1887 году был напечатан его последний труд — «Материалы по пересмотру таможенного тарифа».
- Статистические записки о внешней торговле России. Ч. 1—2. — СПб., 1835
- Библиотека коммерческих знаний. — СПб., 1837—1844 (совместно с Е. Ф. Фишером)
- Библиотека коммерческих знаний. Отделение 1—4. — СПб., 1839—1844 (как редактор).
- Банки и другие кредитные установления в России и иностранных землях. — СПб., 1840
- Статистическое обозрение внешней торговли России. Ч. 1—2. — СПб., 1847 (2-е исправленное издание: СПб., 1860)